# 西浦の田楽

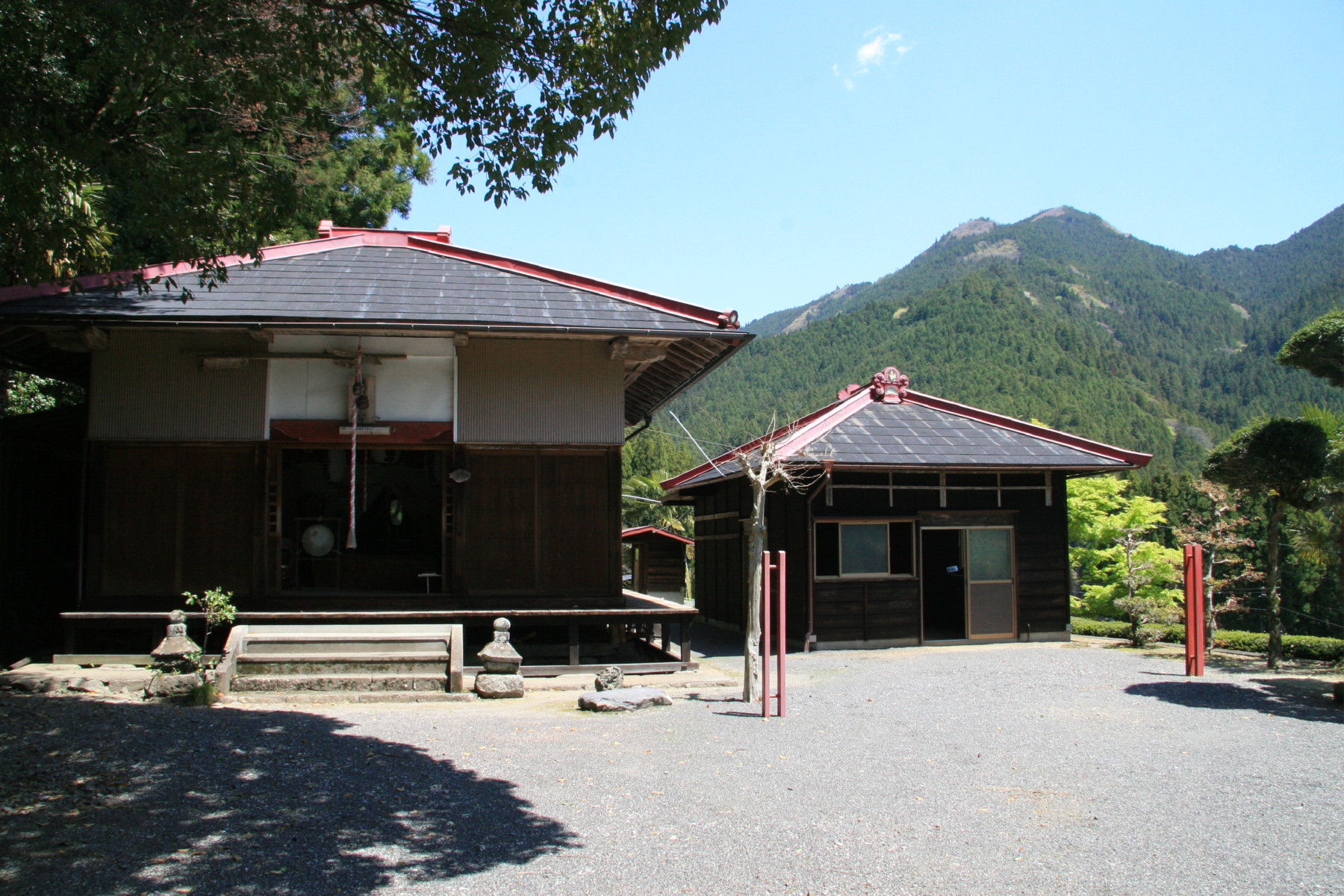
西浦観音堂(2010年5月)

西浦の田楽（にしうれのでんがく）は、静岡県浜松市天竜区水窪町奥領家西浦の西浦観音堂において催される催事であり、民俗芸能である。なお名称は、元々現地では単に「おまつり」あるいは「木の根祭り」と呼ばれていた。

## 概要
1970年（昭和45年）には、他の33件の民俗芸能とともに無形文化財の保護対象として、記録作成などに対して国庫補助が行われることが決定。1976年5月4日、重要無形民俗文化財指定を受けた。
養老3年（719年）行基が西浦を訪れて観世音仏と数個の仮面を作り、同年7月10日から田楽がはじまったとされる。現存する最古の史料は延宝（1681年）のものであるが、その芸態や周辺地域の芸能史料から、室町時代までは歴史を遡ることができるとされる。三遠南信（三河・信濃・遠江）地域には、多くの田楽系の芸能が残されているが、特に長野県阿南町新野の雪祭には、その昔西浦から面を盗もうとしたという言い伝えが残されているなど、両者の深い関係がうかがわれる。
旧正月の祭りで演じられるもので、能衆と呼ばれる舞い手が45種類の舞を舞い、五穀豊穣と無病息災を願う。「庭定め」「鎮守祭」「御神供ばやし」「天狗、天伯の神迎えの式」などが終了すると、「田楽」と称される地能三十三番、はね能十三番、獅子・しずめが夜通し演じられる。田楽芸や田遊びの要素が含まれ、1曲の後にその曲を復演する「もどき」という演出法が見られるなど、芸能史的に重要な価値を有している。かつて、能衆は西浦の家長と長男に限られ、各家ごとに決められた舞を一子相伝で伝えてきた。しかし、過疎化によって、次男や三男にも舞が継承されるようになった。
浜松市水窪民俗資料館には西浦の田楽についての展示がある。